# 二里岗东站
二里岗东站是郑州地铁6号线的地铁车站，位于中华人民共和国河南省郑州市管城回族区城东南路与二里岗东街交叉口东侧，2024年11月30日投入运营。

## 车站结构
二里岗东站主体位于二里岗东街地下，呈东西向布置。该站主体结构为地下二层车站。其中B1层为站厅层，B2层为站台层。
| 1F  | 地面     | 所有出入口                                                               | 所有出入口                                                               | 所有出入口                                                               |
| B1F | 站厅     | 客服中心、自动售票机、行李检查、闸机、车站控制室、警务室、卫生间、母婴室 | 客服中心、自动售票机、行李检查、闸机、车站控制室、警务室、卫生间、母婴室 | 客服中心、自动售票机、行李检查、闸机、车站控制室、警务室、卫生间、母婴室 |
| B2F | █ 6号线  | 往清华附中方向（凤凰台南）                                               | 往清华附中方向（凤凰台南）                                               | 往清华附中方向（凤凰台南）                                               |
| B2F | 岛式站台 |                                                                          | 至站厅                                                                   | 疏散通道 （仅紧急情况开放）                                              |
| B2F | █ 6号线  | 往贾峪方向（二里岗）                                                     | 往贾峪方向（二里岗）                                                     | 往贾峪方向（二里岗）                                                     |

### 站厅
二里岗东站的站厅位于B1层，设有客服中心、自动售票机、安全检查、车站控制室等设施。站厅由闸机和栏杆分隔为付费区和非付费区，站厅两端为非付费区，之间经站厅北侧的通道连接，中部为付费区，内设有自动扶梯、步梯和无障碍电梯连接站台。在站厅近A口通道处设卫生间和母婴室。

### 站台
二里岗东站的B2层设一座岛式站台，呈东西向布置，安装有高站台门。北侧站台面由6号线下行（贾峪方向）列车使用，南侧站台面由6号线上行（清华附中方向）列车使用。在站台西端设有步梯疏散通道，仅在紧急情况下使用。

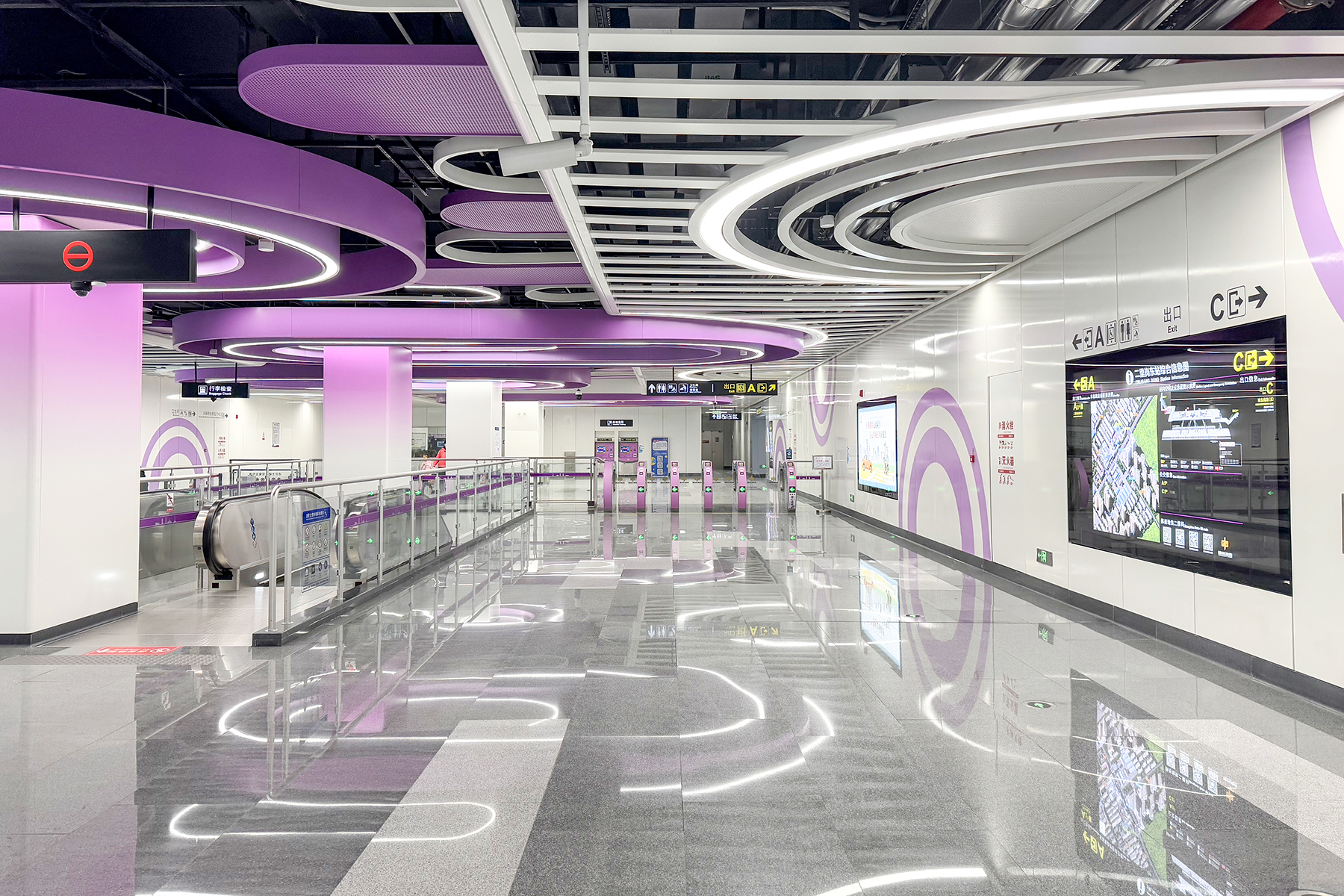
站厅
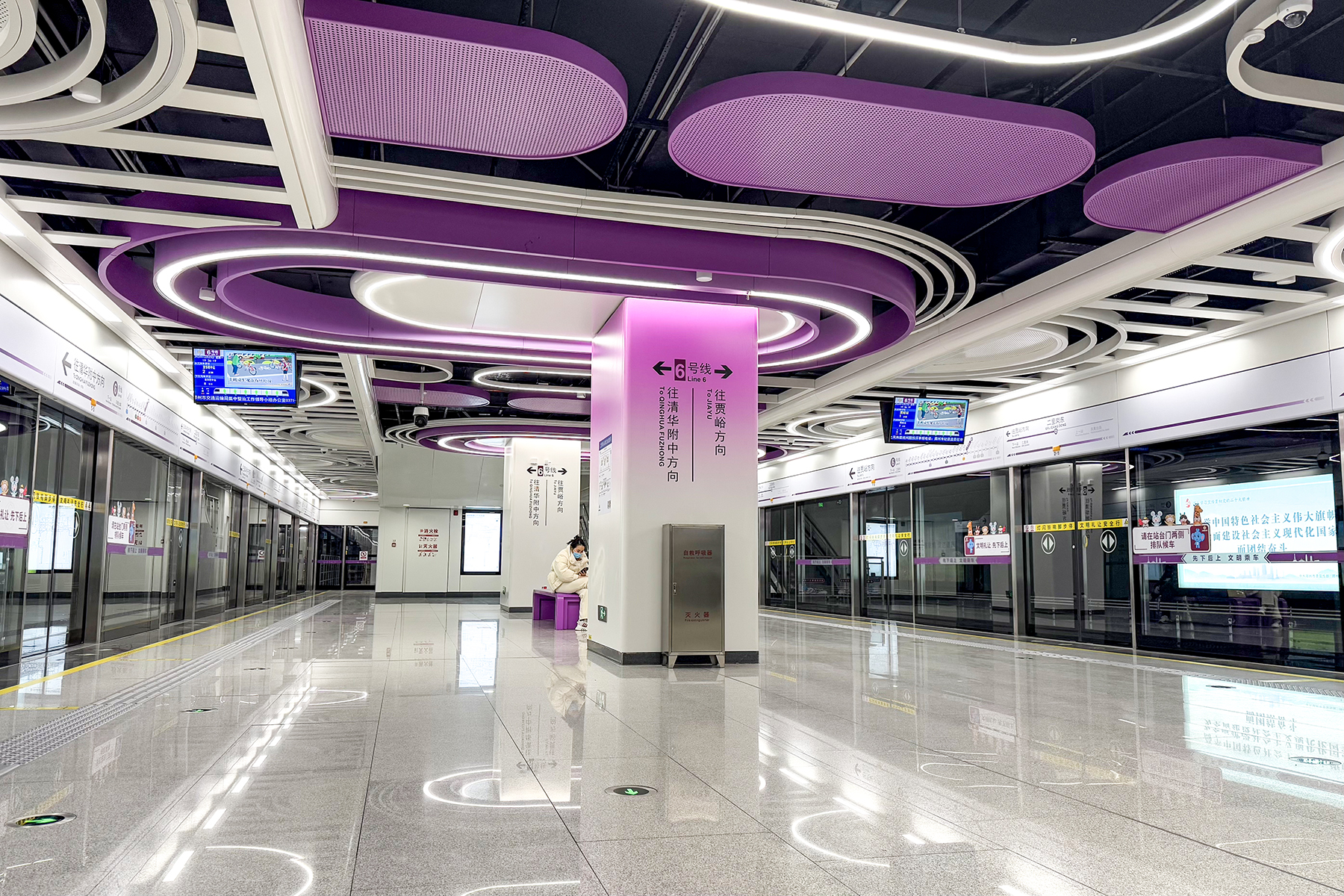
站台
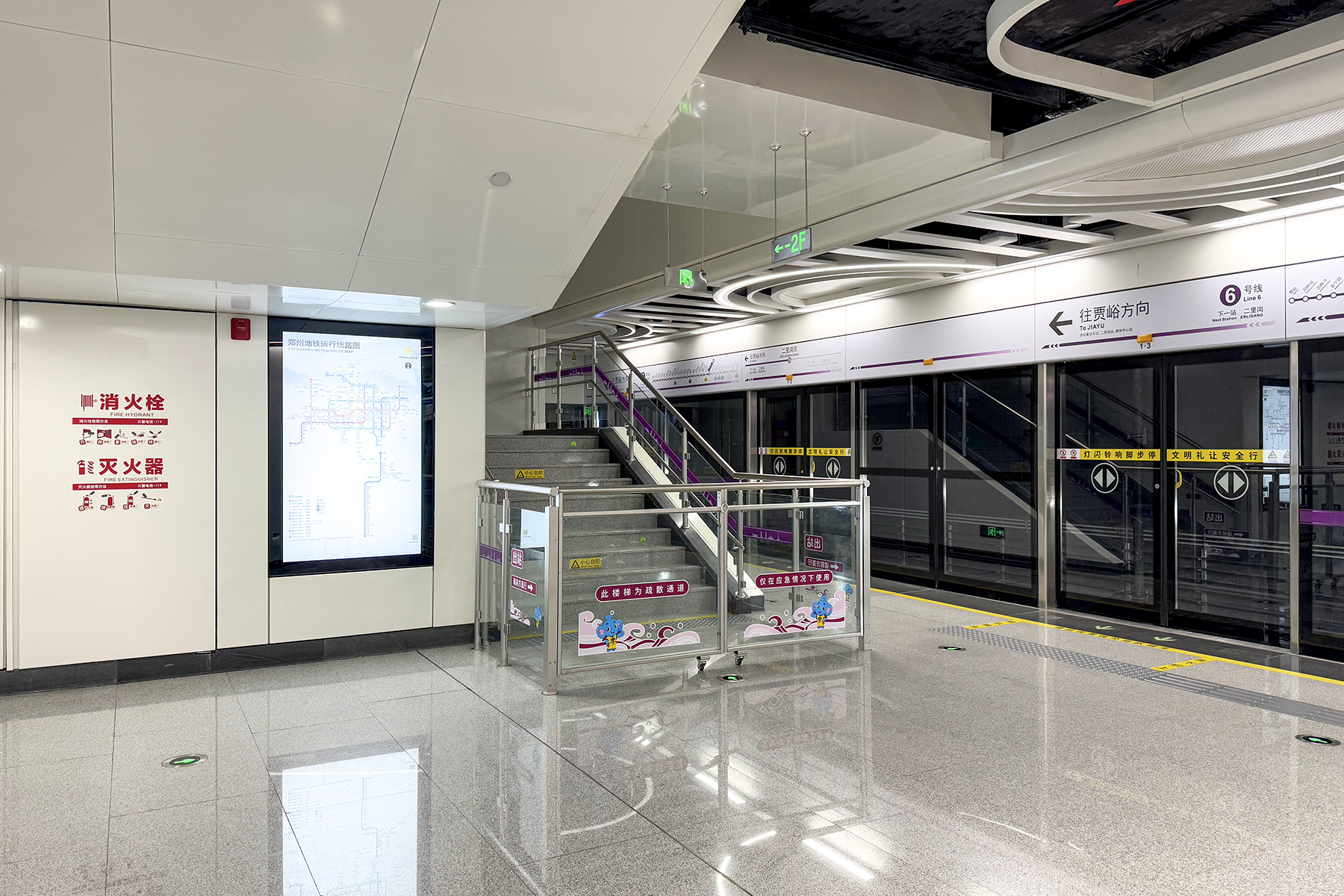
站台西端的疏散通道

### 出入口
二里岗东站目前开通A、C两个出入口，连接地面和站厅非付费区。其中A口位于城东南路和二里岗东街路口东北角，C口位于二里岗东街南侧，A口设有无障碍电梯。该站已开通各出入口信息如下表。
|                                   | 二里岗东街（南） | |                   |      |
|                                   | 城东南路（东）   | 郑州公交： \| 二里岗东地铁站C口 \| 二里岗东地铁站C口 \| 二里岗东地铁站C口 \| 二里岗东地铁站C口 \| 二里岗东地铁站C口 \| \| 编号 \| 路线 \| 路线 \| 路线 \| 备注 \| \| ----------------- \| ----------------- \| ----------------- \| ----------------- \| ----------------- \| \| S326 \| 金色港湾社区 \| ⇆ \| 二里岗东地铁站C口 \| \| \| S327 \| 佳田未来新城社区 \| ⇆ \| 二里岗东地铁站C口 \| \| |                   |      |
| 注： 设有无障碍电梯 \| 设有卫生间 |                  | |                   |      |
| 二里岗东地铁站C口                 |                  | |                   |      |
| 编号                              | 路线             | 路线 | 路线              | 备注 |
| S326                              | 金色港湾社区     | ⇆ | 二里岗东地铁站C口 |      |
| S327                              | 佳田未来新城社区 | ⇆ | 二里岗东地铁站C口 |      |

## 历史
二里岗东站由中铁北京工程局承建，在规划施工期间曾称“魏庄站”。2021年10月20日，根据郑州市人民政府通告，该站名称确定为现名。2024年11月30日，二里岗东站随6号线一期东北段的开通而启用。